# Leaders Cup 2014
Navigation
Disneyland Paris 2013 Disneyland Paris 2015
La deuxième édition de la Leaders Cup de basket-ball (ou Disneyland Paris Leaders Cup LNB pour des raisons de parrainage) se déroule du 14 au 16 février 2014 à la Disney Events Arena de Disneyland Paris à Chessy (Seine-et-Marne).
Cette édition a été remportée par Le Mans face à Nanterre sur le score de 64 à 59. C'est le troisième titre du Mans dans cette compétition à la suite de ses titres de 2006 et 2009 (alors sous l’appellation « Semaine des As »).

## Contexte
À l'issue de la phase « Aller » de la saison 2013-2014 du championnat de Pro A, les huit premières équipes sont qualifiées pour la compétition. Celle-ci se joue sur trois jours, à partir des quarts de finale, suivant le format des matches à élimination directe.

## Résumé
Les huit équipes qualifiées sont reversées dans deux chapeaux (un chapeau pour les équipes classées de 1 à 4 et un deuxième chapeau pour les équipes classées de 5 à 8) pour le tirage au sort des rencontres. Ce tirage est effectué par l'humoriste et acteur Franck Dubosc le jeudi 16 janvier 2014

### Équipes qualifiées
Classement des huit premières équipes de Pro A à l'issue de la 15e journée de la saison 2013-2014 :
| Rang | Équipe          | Pts | J  | G  | P | Pp   | Pc   | Diff |
| ---- | --------------- | --- | -- | -- | - | ---- | ---- | ---- |
| 1    | Strasbourg      | 25  | 15 | 10 | 5 | 1154 | 1072 | 82   |
| 2    | Limoges         | 25  | 15 | 10 | 5 | 1159 | 1112 | 47   |
| 3    | Orléans         | 25  | 15 | 10 | 5 | 1143 | 1099 | 44   |
| 4    | Dijon           | 25  | 15 | 10 | 5 | 1045 | 1025 | 20   |
| 5    | Le Mans         | 25  | 15 | 10 | 5 | 1024 | 1016 | 8    |
| 6    | Paris-Levallois | 24  | 15 | 9  | 6 | 1136 | 1089 | 47   |
| 7    | Nancy           | 24  | 15 | 9  | 6 | 1137 | 1097 | 40   |
| 8    | Nanterre        | 24  | 15 | 9  | 6 | 1164 | 1154 | 10   |

### Chapeaux
| Pot 1                            | Pot 2                                  |
| -------------------------------- | -------------------------------------- |
| Strasbourg Limoges Orléans Dijon | Le Mans Paris-Levallois Nancy Nanterre |

## Tableau
|  | Quarts de finale     | Quarts de finale  | Quarts de finale     | Quarts de finale  |                 |                 | Demi-finales      | Demi-finales      | Demi-finales      | Demi-finales      |  |  | Finale            | Finale            | Finale            | Finale            |
|  |                      |                   |                      |                   |                 |                 |                   |                   |                   |                   |  |  |                   |                   |                   |                   |
|  | 14 février - 13 h    | 14 février - 13 h | 14 février - 13 h    | 14 février - 13 h |                 |                 | 15 février - 18 h | 15 février - 18 h | 15 février - 18 h | 15 février - 18 h |  |  | 16 février - 17 h | 16 février - 17 h | 16 février - 17 h | 16 février - 17 h |
|  | 14 février - 13 h    | 14 février - 13 h | 14 février - 13 h    | 14 février - 13 h |                 |                 | 15 février - 18 h | 15 février - 18 h | 15 février - 18 h | 15 février - 18 h |  |  | 16 février - 17 h | 16 février - 17 h | 16 février - 17 h | 16 février - 17 h |
|  | 1                    | Strasbourg        | 79                   | 79                |                 |                 | 15 février - 18 h | 15 février - 18 h | 15 février - 18 h | 15 février - 18 h |  |  | 16 février - 17 h | 16 février - 17 h | 16 février - 17 h | 16 février - 17 h |
|  | 1                    | Strasbourg        | 79                   | 79                |                 |                 | 15 février - 18 h | 15 février - 18 h | 15 février - 18 h | 15 février - 18 h |  |  | 16 février - 17 h | 16 février - 17 h | 16 février - 17 h | 16 février - 17 h |
|  | 7                    | Nancy             | 71                   | 71                |                 |                 | 15 février - 18 h | 15 février - 18 h | 15 février - 18 h | 15 février - 18 h |  |  | 16 février - 17 h | 16 février - 17 h | 16 février - 17 h | 16 février - 17 h |
|  | 7                    | Nancy             | 71                   | 71                | Strasbourg      | Strasbourg      | 74                | 74                |                   |                   |  |  | 16 février - 17 h | 16 février - 17 h | 16 février - 17 h | 16 février - 17 h |
|  | 14 février - 15 h 30 |                   |                      |                   | Strasbourg      | Strasbourg      | 74                | 74                |                   |                   |  |  | 16 février - 17 h | 16 février - 17 h | 16 février - 17 h | 16 février - 17 h |
|  |                      |                   | Le Mans              | Le Mans           | 89              | 89              |                   |                   |                   |                   |  |  | 16 février - 17 h | 16 février - 17 h | 16 février - 17 h | 16 février - 17 h |
|  | 2                    | Limoges           | Le Mans              | Le Mans           | 89              | 89              | 91                | 91                |                   |                   |  |  | 16 février - 17 h | 16 février - 17 h | 16 février - 17 h | 16 février - 17 h |
|  | 2                    | Limoges           | 15 février - 20 h 30 |                   |                 |                 | 91                | 91                |                   |                   |  |  | 16 février - 17 h | 16 février - 17 h | 16 février - 17 h | 16 février - 17 h |
|  | 5                    | Le Mans           | 98ap                 | 98ap              |                 |                 |                   |                   |                   |                   |  |  | 16 février - 17 h | 16 février - 17 h | 16 février - 17 h | 16 février - 17 h |
|  | 5                    | Le Mans           | 98ap                 | 98ap              | Le Mans         | Le Mans         | 64                | 64                |                   |                   |  |  |                   |                   |                   |                   |
|  | 14 février - 18 h    |                   |                      |                   | Le Mans         | Le Mans         | 64                | 64                |                   |                   |  |  |                   |                   |                   |                   |
|  |                      |                   | Nanterre             | Nanterre          | 59              | 59              |                   |                   |                   |                   |  |  |                   |                   |                   |                   |
|  | 3                    | Orléans           | Nanterre             | Nanterre          | 59              | 59              | 64                | 64                |                   |                   |  |  |                   |                   |                   |                   |
|  | 3                    | Orléans           |                      |                   |                 |                 |                   |                   |                   |                   |  |  |                   |                   |                   |                   |
|  | 6                    | Paris-Levallois   | 89                   | 89                |                 |                 |                   |                   |                   |                   |  |  |                   |                   |                   |                   |
|  | 6                    | Paris-Levallois   | 89                   | 89                | Paris-Levallois | Paris-Levallois | 73                | 73                |                   |                   |  |  |                   |                   |                   |                   |
|  | 14 février - 20 h 30 |                   |                      |                   | Paris-Levallois | Paris-Levallois | 73                | 73                |                   |                   |  |  |                   |                   |                   |                   |
|  |                      |                   | Nanterre             | Nanterre          | 80              | 80              |                   |                   |                   |                   |  |  |                   |                   |                   |                   |
|  | 4                    | Dijon             | Nanterre             | Nanterre          | 80              | 80              | 80                | 80                |                   |                   |  |  |                   |                   |                   |                   |
|  | 4                    | Dijon             |                      |                   |                 |                 |                   | 80                |                   |                   |  |  |                   |                   |                   |                   |
|  | 8                    | Nanterre          | 86                   | 86                |                 |                 |                   |                   |                   |                   |  |  |                   |                   |                   |                   |
|  | 8                    | Nanterre          | 86                   | 86                |                 |                 |                   |                   |                   |                   |  |  |                   |                   |                   |                   |
|  |                      |                   |                      |                   |                 |                 |                   |                   |                   |                   |  |  |                   |                   |                   |                   |

## Rencontres

### Quarts de finale
| 14 février 2014 13 h 00 CET | Boxscore | Strasbourg                                         | 79-71                    | Nancy                                            |  | Disneyland Events Arena, Disneyland Paris Arbitres : Eddie Viator Jean-Charles Collin Yohan Rosso | Canal+ Sport |
| 14 février 2014 13 h 00 CET | Boxscore | Score par quart-temps : 11-21, 23-18, 27-14, 18-18 |                          |                                                  |  | Disneyland Events Arena, Disneyland Paris Arbitres : Eddie Viator Jean-Charles Collin Yohan Rosso | Canal+ Sport |
| 14 février 2014 13 h 00 CET | Boxscore | Louis Campbell 19 Paul Lacombe 7 Ricardo Greer 4   | Points Rebonds Passes d. | Clevin Hannah 17 Randal Falker 8 Randal Falker 2 |  | Disneyland Events Arena, Disneyland Paris Arbitres : Eddie Viator Jean-Charles Collin Yohan Rosso | Canal+ Sport |

| 14 février 2014 15 h 30 CET | Boxscore | Limoges                                                       | 91-98                    | Le Mans                                         | OT1 | Disneyland Events Arena, Disneyland Paris Arbitres : Joseph Bissang Johann Jeanneau Fabrice Canet | Canal+ Sport |
| 14 février 2014 15 h 30 CET | Boxscore | Score par quart-temps : 24-27, 19-16, 21-20, 20-21, OT : 7-14 |                          |                                                 | OT1 | Disneyland Events Arena, Disneyland Paris Arbitres : Joseph Bissang Johann Jeanneau Fabrice Canet | Canal+ Sport |
| 14 février 2014 15 h 30 CET | Boxscore | Taurean Green 21 JK Edwards 8 Deux joueurs 5                  | Points Rebonds Passes d. | Charles Kahudi 19 Dounia Issa 10 DaShaun Wood 5 | OT1 | Disneyland Events Arena, Disneyland Paris Arbitres : Joseph Bissang Johann Jeanneau Fabrice Canet | Canal+ Sport |

| 14 février 2014 18 h 00 CET | Boxscore | Orléans                                            | 64-89                    | Paris-Levallois                                    |  | Disneyland Events Arena, Disneyland Paris Arbitres : Nicolas Maestre Régis Bardera Mehdi Difallah | Canal+ Sport |
| 14 février 2014 18 h 00 CET | Boxscore | Score par quart-temps : 10-23, 16-24, 20-21, 18-21 |                          |                                                    |  | Disneyland Events Arena, Disneyland Paris Arbitres : Nicolas Maestre Régis Bardera Mehdi Difallah | Canal+ Sport |
| 14 février 2014 18 h 00 CET | Boxscore | Kyle McAlarney 21 Brian Greene 5 Deux joueurs 3    | Points Rebonds Passes d. | Daniel Ewing 15 Aloysius Anagonye 7 Daniel Ewing 7 |  | Disneyland Events Arena, Disneyland Paris Arbitres : Nicolas Maestre Régis Bardera Mehdi Difallah | Canal+ Sport |

| 14 février 2014 20 h 00 CET | Boxscore | Dijon                                                | 80-86                    | Nanterre                                     |  | Disneyland Events Arena, Disneyland Paris Arbitres : David Chambon Mathieu Hosselet Gregory Dubois | Sport+ |
| 14 février 2014 20 h 00 CET | Boxscore | Score par quart-temps : 23-21, 16-17, 19-28, 22-20   |                          |                                              |  | Disneyland Events Arena, Disneyland Paris Arbitres : David Chambon Mathieu Hosselet Gregory Dubois | Sport+ |
| 14 février 2014 20 h 00 CET | Boxscore | T. J. Campbell 23 Anthony Dobbins 8 T. J. Campbell 4 | Points Rebonds Passes d. | Kevin Lisch 20 Deux joueurs 5 Kevin Lisch 10 |  | Disneyland Events Arena, Disneyland Paris Arbitres : David Chambon Mathieu Hosselet Gregory Dubois | Sport+ |

### Demi-finales
| 15 février 2014 16 h 00 CET | Boxscore | Strasbourg                                         | 74-89                    | Le Mans                             |  | Disneyland Events Arena, Disneyland Paris Arbitres : Nicolas Maestre Joseph Bissang Mehdi Difallah | Canal+ Sport |
| 15 février 2014 16 h 00 CET | Boxscore | Score par quart-temps : 14-18, 17-26, 19-19, 24-26 |                          |                                     |  | Disneyland Events Arena, Disneyland Paris Arbitres : Nicolas Maestre Joseph Bissang Mehdi Difallah | Canal+ Sport |
| 15 février 2014 16 h 00 CET | Boxscore | Deux joueurs 15 Paul Lacombe 6 Deux joueurs 3      | Points Rebonds Passes d. | DaShaun Wood 22 Pape Sy 6 Pape Sy 5 |  | Disneyland Events Arena, Disneyland Paris Arbitres : Nicolas Maestre Joseph Bissang Mehdi Difallah | Canal+ Sport |

| 15 février 2014 18 h 30 CET | Boxscore | Paris-Levallois                                   | 73-80                    | Nanterre                                     |  | Disneyland Events Arena, Disneyland Paris Arbitres : Eddie Viator Johann Jeanneau Yohan Rosso | Canal+ Sport |
| 15 février 2014 18 h 30 CET | Boxscore | Score par quart-temps : 27-18, 16-22, 21-18, 9-22 |                          |                                              |  | Disneyland Events Arena, Disneyland Paris Arbitres : Eddie Viator Johann Jeanneau Yohan Rosso | Canal+ Sport |
| 15 février 2014 18 h 30 CET | Boxscore | Elton Brown 16 Deux joueurs 6 Andrew Albicy 6     | Points Rebonds Passes d. | Will Daniels 19 Will Daniels 7 Kevin Lisch 6 |  | Disneyland Events Arena, Disneyland Paris Arbitres : Eddie Viator Johann Jeanneau Yohan Rosso | Canal+ Sport |

### Finale
| 16 février 2014 17 h 00 CET | Boxscore | Le Mans                                            | 64-59                    | Nanterre                                         |  | Disneyland Events Arena, Disneyland Paris Arbitres : Nicolas Maestre David Chambon Mehdi Difallah | Canal+ Sport |
| 16 février 2014 17 h 00 CET | Boxscore | Score par quart-temps : 16-12, 16-15, 14-19, 18-13 |                          |                                                  |  | Disneyland Events Arena, Disneyland Paris Arbitres : Nicolas Maestre David Chambon Mehdi Difallah | Canal+ Sport |
| 16 février 2014 17 h 00 CET | Boxscore | João Paulo Batista 19 Dounia Issa 8 DaShaun Wood 5 | Points Rebonds Passes d. | Will Daniels 17 Sergii Gladyr 11 Trois joueurs 2 |  | Disneyland Events Arena, Disneyland Paris Arbitres : Nicolas Maestre David Chambon Mehdi Difallah | Canal+ Sport |

## Récompenses

### MVP de la compétition
Le trophée de MVP de la compétition est remporté par João Paulo Batista, vainqueur en finale avec Le Mans. En plus de remporter la compétition avec son club, il a aligné les bonnes performances avec 22 d'évaluation en quart de finale, 13 en demi-finale et 17 en finale.
La LNB a décerné un titre de MVP au meilleur joueur de chaque match de la compétition : 
| Journée          | Joueur             | Équipe          | Évaluation |
| ---------------- | ------------------ | --------------- | ---------- |
| Quarts de finale | Louis Campbell     | Strasbourg      | 25         |
| Quarts de finale | Charles Kahudi     | Le Mans         | 23         |
| Quarts de finale | Blake Schilb       | Paris-Levallois | 21         |
| Quarts de finale | Kevin Lisch        | Nanterre        | 32         |
| Demi-finales     | Pape Sy            | Le Mans         | 24         |
| Demi-finales     | Will Daniels       | Nanterre        | 23         |
| Finale           | João Paulo Batista | Le Mans         | 17         |